# 中野文照
中野 文照（なかの ふみてる、1915年1月13日 - 1989年12月30日）は、岐阜県瑞浪市出身の男子テニス選手。法政大学卒業。1930年代後半から1950年代初頭にかけて、日本男子テニス界を代表する選手として活動した。時代的には、1934年に投身自殺した佐藤次郎のすぐ後に位置している。彼と同年代のライバル選手には、慶應義塾大学の山岸二郎や同じ法政大学の松本武雄などがいた。
1937年全米選手権、1938年全仏選手権で4回戦に進出。この結果は錦織圭が並ぶまで日本人男子シングルス最後の各大会4回戦以上進出記録だった（全米は71年ぶり、全仏は75年ぶりに進出）。

## 人物
中野は1935年の全日本学生テニス選手権（通称インカレ）で初めてベスト4に入り、この年から「全日本テニスランキング」のトップ10位以内に入った。1937年から男子テニス国別対抗戦・デビスカップの日本代表選手に選ばれ、海外のグランドスラム大会にも挑戦を始める。1937年のデビスカップ「アメリカン・ゾーン」1回戦で、日本はアメリカに5戦全敗を喫した。当時のアメリカ代表選手はドン・バッジ、ジーン・マコ、フランク・パーカーの3人であり、中野と山岸二郎は彼らに全く歯が立たなかった。中野のグランドスラム大会初出場は、2か月後の1937年ウィンブルドン選手権であり、ここでは3回戦まで進出した。1937年全米選手権では、中野と山岸の2人が男子シングルス4回戦に進出する。中野は第2シードのボビー・リッグスに 6-3, 5-7, 3-6, 6-8 で敗れ、山岸は当時18歳のジョー・ハントに敗れた。1937年の中野と山岸を最後に、日本人男子選手は全米選手権（現在の全米オープン）で上位に進出できなかった。
翌1938年にも、中野は山岸とともに多忙な海外遠征の生活を送った。この年は、彼にとって唯一の全仏選手権出場があり、この大会でも4回戦まで勝ち進んだ。全仏3回戦で、中野は第7シードのジーン・マコを 6-1, 6-3, 4-6, 6-0 で破る勝利を挙げたが、続く4回戦でフランティシェク・チェイナー（チェコスロバキア）に 4-6, 3-6, 3-6 のストレートで敗れた。8月12日-14日にかけて、デビスカップ「アメリカン・ゾーン」決勝がカナダ・モントリオールで開かれ、日本はオーストラリアと対戦した。シングルス第1試合で山岸がジョン・ブロムウィッチを 6-0, 3-6, 7-5, 6-4 で倒した勝利の後、中野は第2試合でエイドリアン・クイストに 3-6, 6-4, 7-9, 1-6 で敗れた。クイストは後に『テニスの偉人たち－1920年代から1960年代』という回想録を著したが、その中で山岸のプレーを高く評価している。その一方で「中野は山岸ほどの力はなかった」とも書き残した。1939年、中野は全日本テニスランキング1位に選ばれた。
1939年に第2次世界大戦が始まり、日本の男子テニス選手たちも少なからぬ人が戦死した。中野も戦時中は兵役に就いたが、戦争を無事に切り抜けて、終戦後に復員を果たす。彼は直ちにテニス選手活動を再開し、1946年に全日本テニスランキング3位へ戻る。終戦後の全日本テニス選手権で、中野は1947年・1948年に男子シングルス2年連続優勝を成し遂げ、1949年と1952年に男子ダブルスで2勝を挙げた。1951年にようやく日本のデビスカップ復帰が認められ、36歳になった中野は終戦後最初のデビスカップ戦にも参加した。日本代表チームは熊谷一弥監督のもとで中野文照、藤倉五郎、隈丸次郎の3人が出場し、アメリカチームはフランク・シールズ監督のもとで、ディック・サビット、ビル・タルバート、トニー・トラバート、ハーバート・フラムの4人が出場した。シングルス第1試合で、中野は当年度の全豪選手権・ウィンブルドン優勝者になったサビットに 5-7, 3-6, 2-6 のストレートで敗れた。デビスカップ終了後の全米選手権にも参加し、タルバートとの3回戦まで進出する。こうして日本テニス界は海外遠征を再開し、中野は戦前・戦後をまたいで日本の男子テニス界をリードした。1952年のデビスカップと全日本選手権を最後に、37歳で現役を引退する。1989年12月30日、愛知県瀬戸市にて74歳で死去。
1930年代後半に中野文照と山岸二郎が活躍した後、日本男子テニス界からグランドスラム大会の上位に進出できる選手は少なくなった。中野と山岸の2人が4回戦に進んだ1937年全米選手権から71年後、2008年全米オープンで錦織圭が4回戦に進み、1968年の「オープン化時代」以後では初の快挙を果たした。錦織は2013年の全仏オープンでも4回戦に進み、同大会では中野以来75年ぶりと報じられた。